# Isotta Fraschini Tipo 8
La Tipo 8 è un'autovettura di lusso prodotta dalla Isotta Fraschini dal 1919 al 1924.

## Storia
È stata la prima automobile di serie al mondo a montare un motore in linea ad otto cilindri. Con il tempo la Tipo 8 divenne la massima espressione di eleganza in fatto di automobili. Costava circa 150.000 lire e trovò mercato principalmente negli Stati Uniti. Con questa vettura la Isotta Fraschini diventò famosa come azienda costruttrice di auto di lusso.
La Tipo 8 aveva installato un propulsore ad otto cilindri in linea con albero motore a nove supporti di banco e valvole in testa comandate ad aste e bilancieri; la cilindrata era di 5.901 cm³ con alesaggio di 85 mm e corsa di 130 mm e nei primi esemplari la potenza erogata era tra i 75 e gli 80 CV a circa 2200 giri al minuto per una velocità stimata di 125 km/h. La regolazione della messa a punto del motore avveniva attraverso tre leve al volante, una per l'anticipo, una per la proporzione della miscela aria-benzina e una per la posizione dell'acceleratore. In seguito la potenza venne incrementata fino a 90 CV e la velocità massima raggiunse circa 140 km/h. Il motore era anteriore, mentre la trazione era posteriore.
All'inizio la trasmissione era costituita da un cambio manuale a tre velocità più retromarcia con frizione a dischi multipli. In seguito fu offerto un cambio manuale a quattro rapporti.
La vettura era dotata di freni sulle quattro ruote con comando meccanico sia a pedale che a leva. Le sospensioni erano ad assale rigido a balestre semiellittiche e con ammortizzatori idraulici Houdaille al posteriore. La Tipo 8 era offerta dal costruttore con il telaio nudo e con il motore; poi i carrozzieri di fiducia degli acquirenti completavano la vettura.
Le maggiori concorrenti della Tipo 8 erano le vetture prodotte dalla Rolls-Royce. Dal modello ebbero origine altre due automobili Isotta Fraschini, la 8A e la 8B.